# Новоильинка (Шегарский район)
Новоильинка — село в Шегарском районе Томской области России. Входит в состав Северного сельского поселения.

## География
Село находится в южной части Томской области, в верховьях реки Инга (приток реки Мингер), на расстоянии примерно 44 километров (по прямой) к северу от села Мельниково, административного центра района. Абсолютная высота — 105 метров над уровнем моря.

## История
Село было основано в 1908 году, в период столыпинской аграрной реформы, переселенцами из Смоленска, Казани и Витебска. В «Списке населенных мест Томской Губернии на 1911 год» населённый пункт упомянут как посёлок Ново-Ильинский (участок Кучинский) Томского уезда, расположенный в 90 верстах от губернского города Томска. В посёлке имелось 32 двора и проживал 191 человек (101 мужчина и 90 женщин). В 1920 году в Ново-Ильинском, относящемуся в тот период времени к Николаевскому сельскому обществу Монастырской волости, насчитывалось 73 двора и проживало 387 человек. 
В 1926 году посёлок Ново-Ильинский состоял из 90 хозяйств, основное население — белоруссы. Центр Ново-Ильинского сельсовета Кривошеинского района Томского округа Сибирского края. В 1970-е годы в состав села были включены близлежащие посёлки Новороссийский и Новоказанский. 

## Население
| 1926 | 2002 | 2010 | 2012 | 2013 | 2014 | 2015 |
| ---- | ---- | ---- | ---- | ---- | ---- | ---- |
| 438  | ↘412 | ↘319 | ↘309 | ↘306 | ↘304 | ↘295 |
| 2021 |      |      |      |      |      |      |
| ↘214 |      |      |      |      |      |      |

Гендерный состав
По данным Всероссийской переписи населения 2010 года в гендерной структуре населения мужчины составляли 44,51 %, женщины — соответственно 55,49 %.
Национальный состав
Согласно результатам переписи 2002 года, в национальной структуре населения русские составляли 98 %.

## Инфраструктура
В селе функционируют дом культуры, библиотека, фельдшерско-акушерский пункт и отделение Почты России.

## Улицы
Уличная сеть села состоит из 5 улиц:
- Байкал
- Борисова
- Зелёная
- Новая
- Рабочая